# Шоркаси (Шумшеваське сільське поселення)
Шорка́си (рос. Шоркасы, чув. Шуркасси) — присілок у складі Аліковського району Чувашії, Росія. Входить до складу Шумшеваського сільського поселення.
Населення — 74 особи (2010; 92 у 2002).
Національний склад:
- чуваші — 99 %